# اوسون (لوئیزیانا)
اوسون (به انگلیسی: Ossun) شهری در ایالت لوئیزیانا کشور ایالات متحده آمریکا است که جمعیت آن در سرشماری سال ۲۰۱۰ میلادی، ۲٬۱۴۴ نفر بوده‌است.